# Virine
Virine (cyr. Вирине) – wieś w Serbii, w okręgu pomorawskim, w gminie Ćuprija. W 2011 roku liczyła 806 mieszkańców.